# De Tomaso Vallelunga
De Tomaso Vallelunga är en sportbil, tillverkad av den italienska biltillverkaren De Tomaso mellan 1964 och 1966.

## Historik
Alejandro de Tomaso hade tillverkat tävlingsbilar sedan slutet av 1950-talet och på bilsalongen i Turin visade han prototyper till sportbilar varje höst. 1963 stod en öppen mittmotorbil i De Tomasos monter. Den kallades Vallelunga efter racerbanan Autodromo di Vallelunga. Året därpå visade man en produktionsklar coupé.
Bilen hade en centralrörsram klädd med kaross från Ghia. Den individuella hjulupphängningen runt om hämtades från företagets tävlingsbilar och den fyrcylindriga motorn kom från Ford Cortina. Växellådan hade fyra växlar, men kunden kunde välja till en femväxlad låda. Chassit visade sig vara tillräckligt kraftigt för att kunna hantera en betydligt starkare motor i efterträdaren Mangusta.